# Platycrepidius trinitatis
Platycrepidius trinitatis là một loài bọ cánh cứng trong họ Elateridae. Loài này được Zayas miêu tả khoa học năm 1988.